# Saulnières (Eure-et-Loir)
Saulnières ist eine französische Gemeinde mit 772 Einwohnern (Stand: 1. Januar 2022) im Département Eure-et-Loir in der Region Centre-Val de Loire; sie gehört zum Arrondissement Dreux und zum Kanton Dreux-1. 

## Geographie
Saulnières liegt etwa zwölf Kilometer südwestlich des Stadtzentrums von Dreux. Umgeben wird Saulnières von den Nachbargemeinden Châtaincourt im Nordwesten und Norden, Garancières-en-Drouais im Norden und Nordosten, Crécy-Couvé im Nordosten und Osten, Aunay-sous-Crécy im Osten und Südosten, Le Boullay-les-Deux-Églises im Südosten, Saint-Jean-de-Rebervilliers im Süden und Südwesten sowie Fontaine-les-Ribouts im Westen.

## Bevölkerungsentwicklung
| Jahr                       | 1962 | 1968 | 1975 | 1982 | 1990 | 1999 | 2006 | 2020 |
| Einwohner                  | 389  | 357  | 371  | 475  | 469  | 538  | 588  | 814  |
| Quellen: Cassini und INSEE |      |      |      |      |      |      |      |      |

## Sehenswürdigkeiten
- Kirche Saint-Pierre
- Brücke La Bellassière, seit 1993 Monument historique

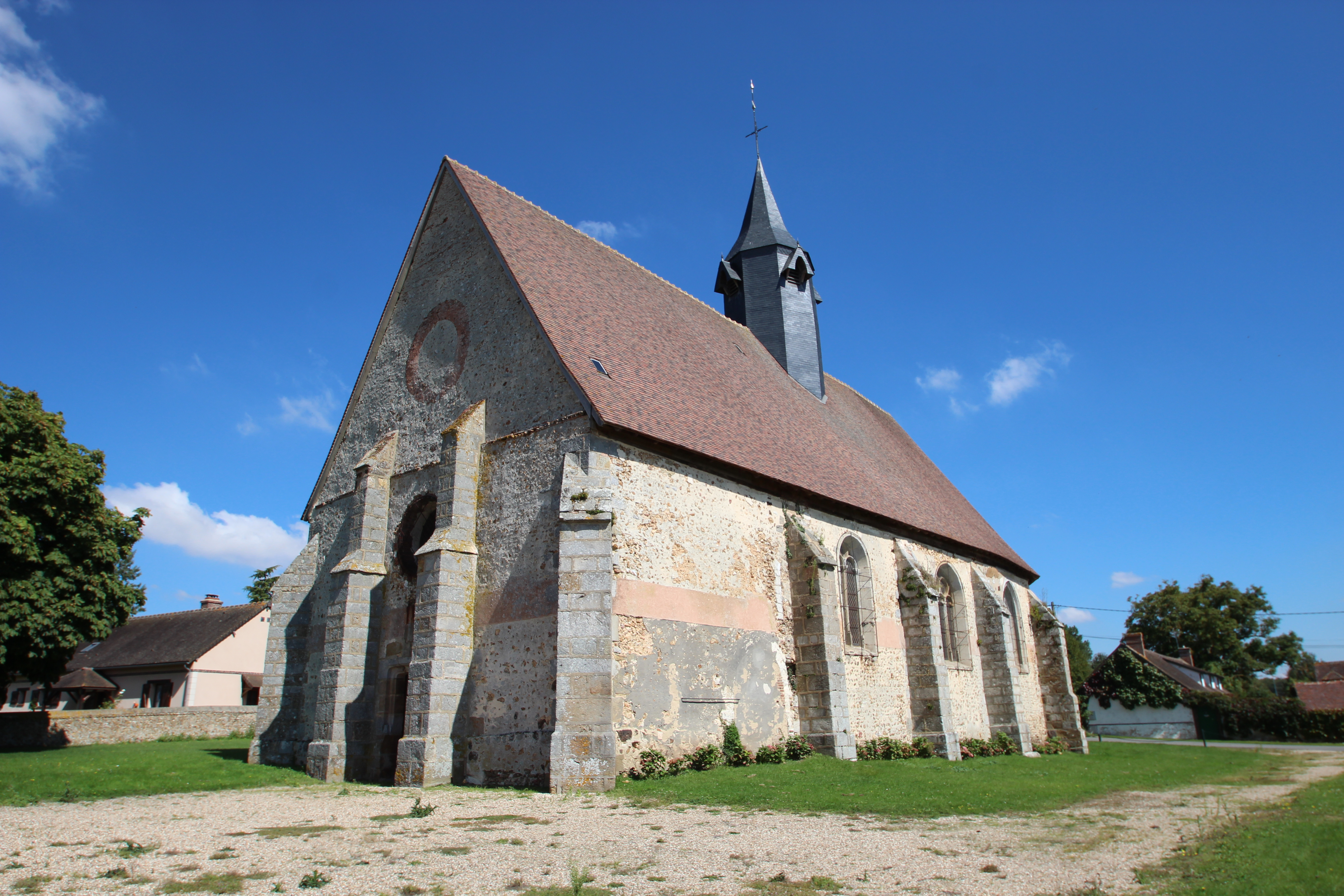
Kirche Saint-Pierre
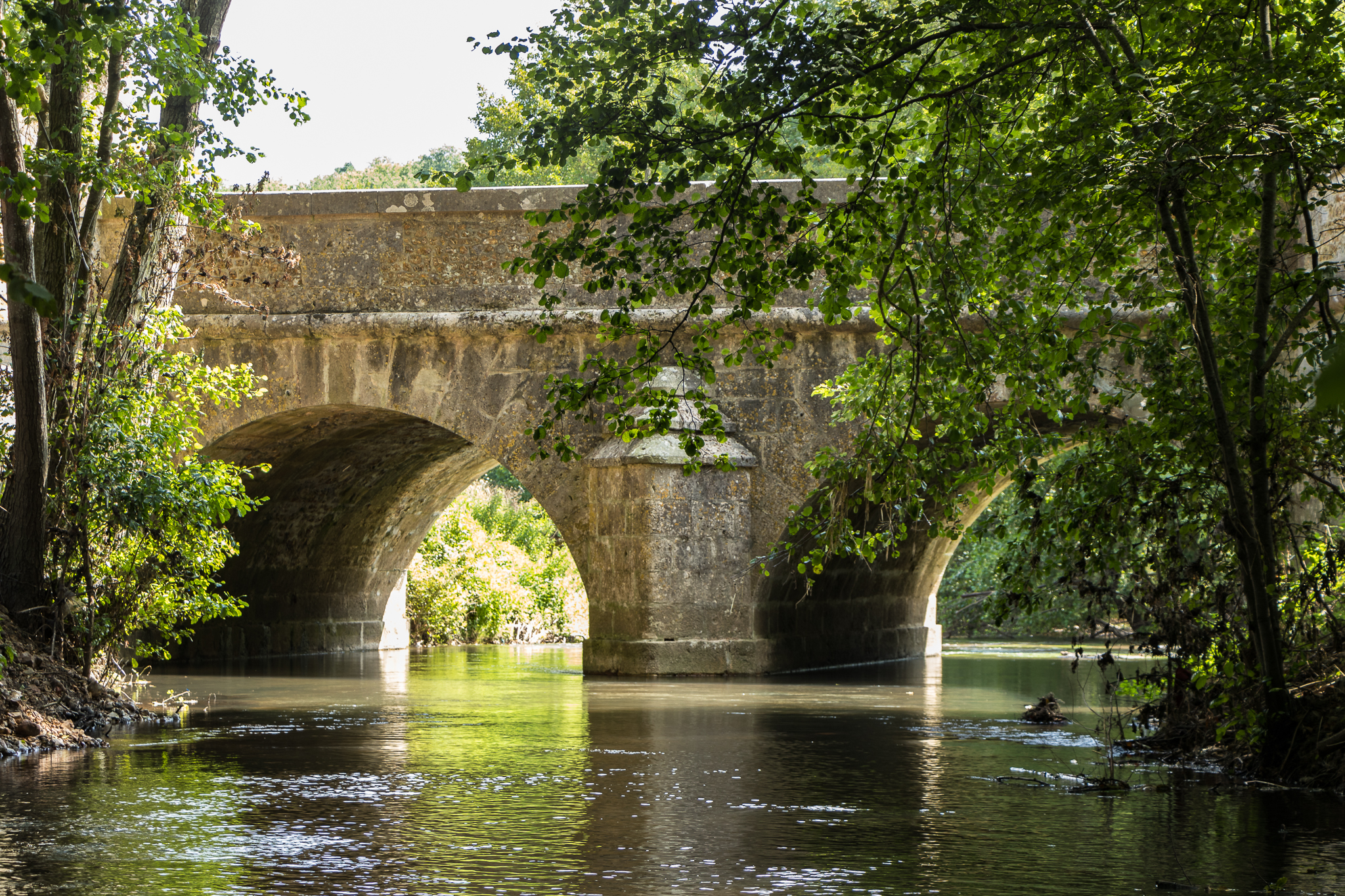
Brücke La Bellassière